# Rafe De Crespigny
Le docteur Rafe De Crespigny (nom complet : Richard Rafe Champion De Crespigny ; né en 1936) est un professeur adjoint retraité de l'université nationale australienne à Canberra. Il est spécialisé dans l'histoire, la géographie et la littérature chinoise à l'époque de la dynastie Han. Il est reconnu internationalement comme étant un pionnier dans la traduction et l'historiographie de sources historiques de l'époque des Trois Royaumes de Chine.

## Études
Le docteur de Crespigny suit ses études à l'université de Cambridge (B.A. Distinctions historiques en 1957 ; M.A. Histoire en 1961) et à l'université nationale australienne (B.A. Distinctions chinoises ANU en 1962 ; M.A. Études des distinctions orientales en 1964 ; Ph.D. Histoire de l'Extrême-Orient en 1968).
Au cours de ses premières années en tant que chercheur et universitaire, il bénéficie des conseils de sinologues tels que Hans Bielenstein, Patrick Fitzgerald, Hsu Cho-yun et Ichisada Miyazaki. Il développe un intérêt particulier pour le déclin de la dynastie Han par l'intermédiaire du classique Chroniques des Trois Royaumes . En 1964, sa thèse de doctorat est intitulée « Développement de l'Empire chinois du Sud, débat sur les origines du royaume de Wu des Trois Royaumes », qui a fourni la base pour une grande partie de ses travaux futurs, dont le plus notoire est la monographie Généraux du Sud : la Fondation et de la Petite Histoire des Trois Royaumes et du Royaume de Wu.

## Publications
Certaines de ses publications traitent de l'histoire moderne de la Chine, dont Chine : Le pays et son peuple (Melbourne, 1971) et Chine, ce siècle (Melbourne 1975, deuxième édition Hong Kong 1992). Sans aucun doute ses travaux les plus significatifs concernent le déclin de la dynastie Han. Parmi ceux-ci, on retrouve Frontière du nord : Politique et stratégie lors du déclin de la dynastie Han (Canberra, 1984) et Pour établir la paix (Canberra, 1996), une traduction partielle du Zizhi Tongjian de Sima Guang. Il a également écrit des douzaines d'articles publiés dans des journaux tels que Les Papiers de l'histoire de l'extrême orient et Journal de la société orientale en Australie.
L'œuvre majeure dans la carrière du docteur de Crespigny est Les Généraux du sud, qui raconte l'apparition du clan Sun et la formation des Trois Royaumes. Il s'appuie sur sa large expérience en traduction et en dit plus à propos de ses intérêts historiques. Comme La Frontière du nord, le travail se concentre sur le récit des stratégies, des campagnes et des personnalités. L'approche doit beaucoup à la tradition narrative d'Histoire des trois royaumes. Généraux du Sud traite de la population et le développement du sud de la Chine à partir du IIe siècle de notre ère, ainsi que la défense militaire du sud par la frontière de la rivière Yangtsé. Il contient la meilleure analyse de la bataille de la Falaise rouge et rend disponible le récit des guerres fluviales chinoises en anglais. Le travail fournit également un important prélude à de nouvelles recherches sur la division nord-sud qui s'est produite au cours du Ve siècle (voir Dynasties du Sud et du Nord) et les divisions culturelles qui ont perduré.

## Associations et nominations
Le Dr de Crespigny est membre de l'Académie australienne de l'humanité, de la société orientale d'Australie, de l'institut australien des affaires internationales, de l'association d'études asiatiques d'Australie, de l'association historique (UK), de la société royale géographique d'Australie et du congrès international pour les études asiatiques et nord-africaines.
- Congrès international pour les études asiatiques et nord africaines (anciennement appelé Congrès international des orientalistes) : 
  - Secrétaire général du 28e congrès à Canberra en 1971 ;
  - membre des comités consultatif et exécutif, 29e Congrès à Paris en 1973  ;
  - consultant, 30e Congrès à Mexico en 1975  ;
  - membre du comité exécutif, 32e Congrès à Hambourg en 1986.
- 1971-72 : membre d'honneur de Clare Hall, université de Cambridge
- 1972 et 1984 : visiteur académique d'échange avec la Deutscher Akademischer Austauschdienst (DAAD) en République fédérale d'Allemagne
- 1978 : professeur associé, Programme des études asiatiques, Université d'Hawaï
- 1978 : professeur titulaire du Collège de la culture chinoise, Taïwan
- 1983-97 Hon. Treasurer, Australian Committee for the Cambridge Commonwealth Trust
- 1986 : membre honoraire de l'institut sinologique de l'université de Leyde, Pays-Bas
- 1991-2001 : maître d'université, université nationale australienne.

## Retraite
Il a écrit un dictionnaire biographique de la dynastie Han (publié par Brill en 2007), une continuation du dictionnaire biographique de Michael Loewe qui parle des périodes Qin, Han et Xin (-221 à 24), publié par Brill en 2000. Tout comme avec d'autres grands ouvrages de référence, les noms « de Crespigny » et « Loewe » vont sans doute venir à être les termes qui renvoient à ces travaux, et en tant que tel sera probablement le plus durable de leur héritage.[non neutre]
Il a écrit un chapitre pour un prochain volume de la série Histoire de Chine par Cambridge.

## Honneurs
Rafe de Crespigny est récompensé de la médaille du Centenaire en 2001 par le gouvernement australien pour l'apport de ses études sur l'Asie dans la société australienne.